# Blistrups sogn
Blistrups sogn är i Danmark som ligger i Gribskovs kommun i Region Hovedstaden. Den hörde före kommunreformen 2007 till Græsted-Gilleleje kommun i Frederiksborg amt, och före kommunreformen 1970 till Holbo härad i Frederiksborg amt.
Den 1 januari 2012 hade församlingen 4 721 invånare, varav 3 898 (82,57 procent) var medlemmar i Danska folkkyrkan.

## Kyrkobyggnader
- Smidstrups strandkyrka
- Blistrups kyrka